# Pachamama

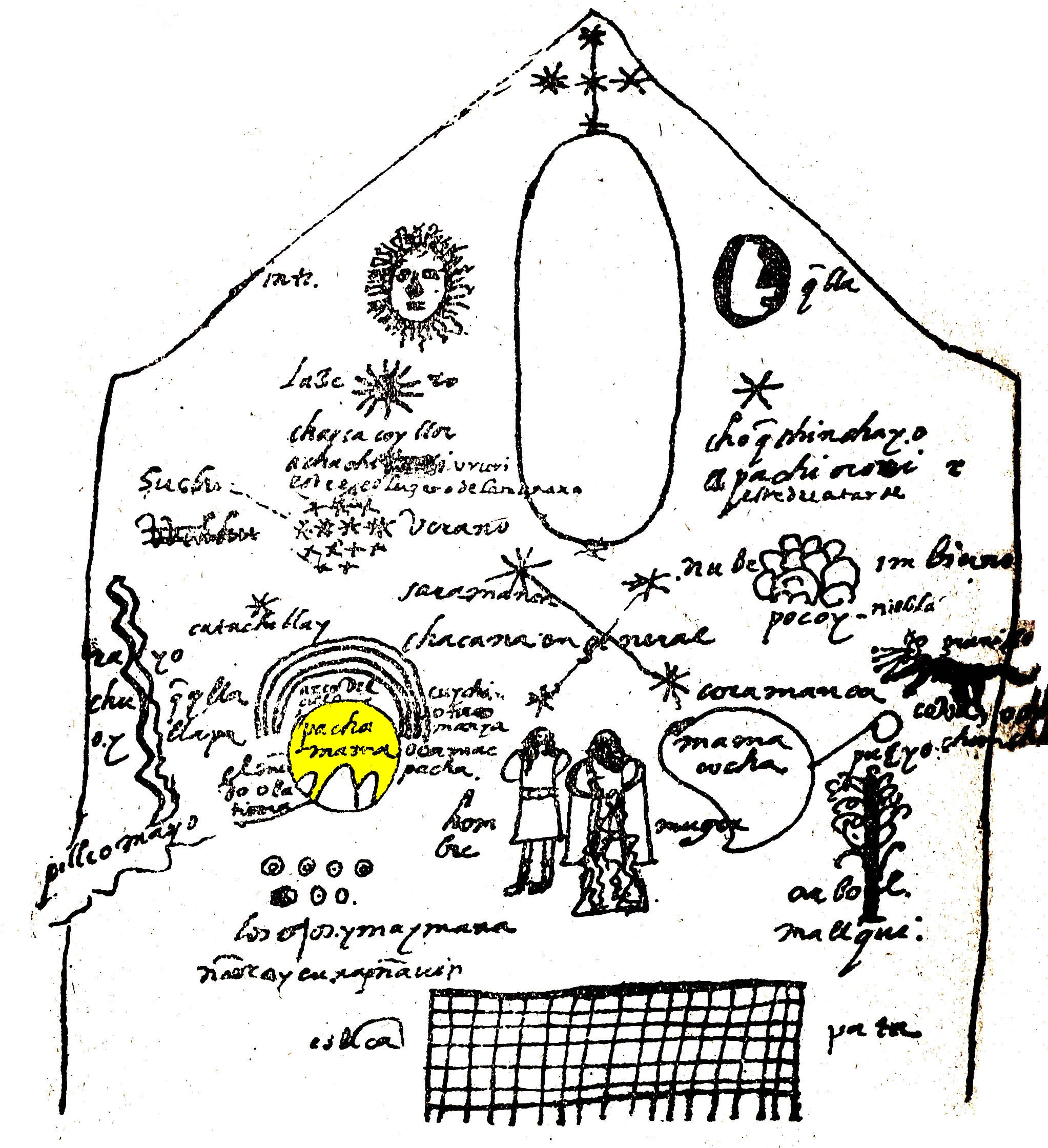
Pachamama w kosmologii Inków, Juan de Santa Cruz Pachacuti Yamqui Salcamayhua (1613).

Pachamama lub Mama Pacha (kecz. Matka Ziemia) – inkaska bogini ziemi, zapewniająca żyzność pól i płodność, wyobrażana pod postacią smoczycy, opiekunka siewu i żniw, odpowiedzialna za trzęsienia ziemi. Pachamama uznawana jest za małżonkę boga stwórcy Pacha Kamaqa, a w innej wersji mitu – boga słońca Inti. Za święte zwierzę bogini Pachamamy uznaje się lamę. Podczas chrystianizacji Peru przez Hiszpanów, Pachamama identyfikowana była z Maryją. W ramach kultu Pachamamy składano ofiary z dzieci.
4 października 2019 roku, na ceremonii przed Synodem Amazońskim, w Ogrodach Watykańskich wystawiono dwie figurki przedstawiające ciężarną kobietę, wokół których tańczono i śpiewano. Choć na ceremonii rzeźby nazwano Matką Boską Amazońską (hiszp. Nuestra Senora de la Amazonia), w mediach pojawiła się informacja, iż przedstawiały one Pachamamę. 21 października w serwisie YouTube opublikowano film przedstawiający dwóch mężczyzn wrzucających figurki do Tybru.